# اشعه تابش رادیولوژی

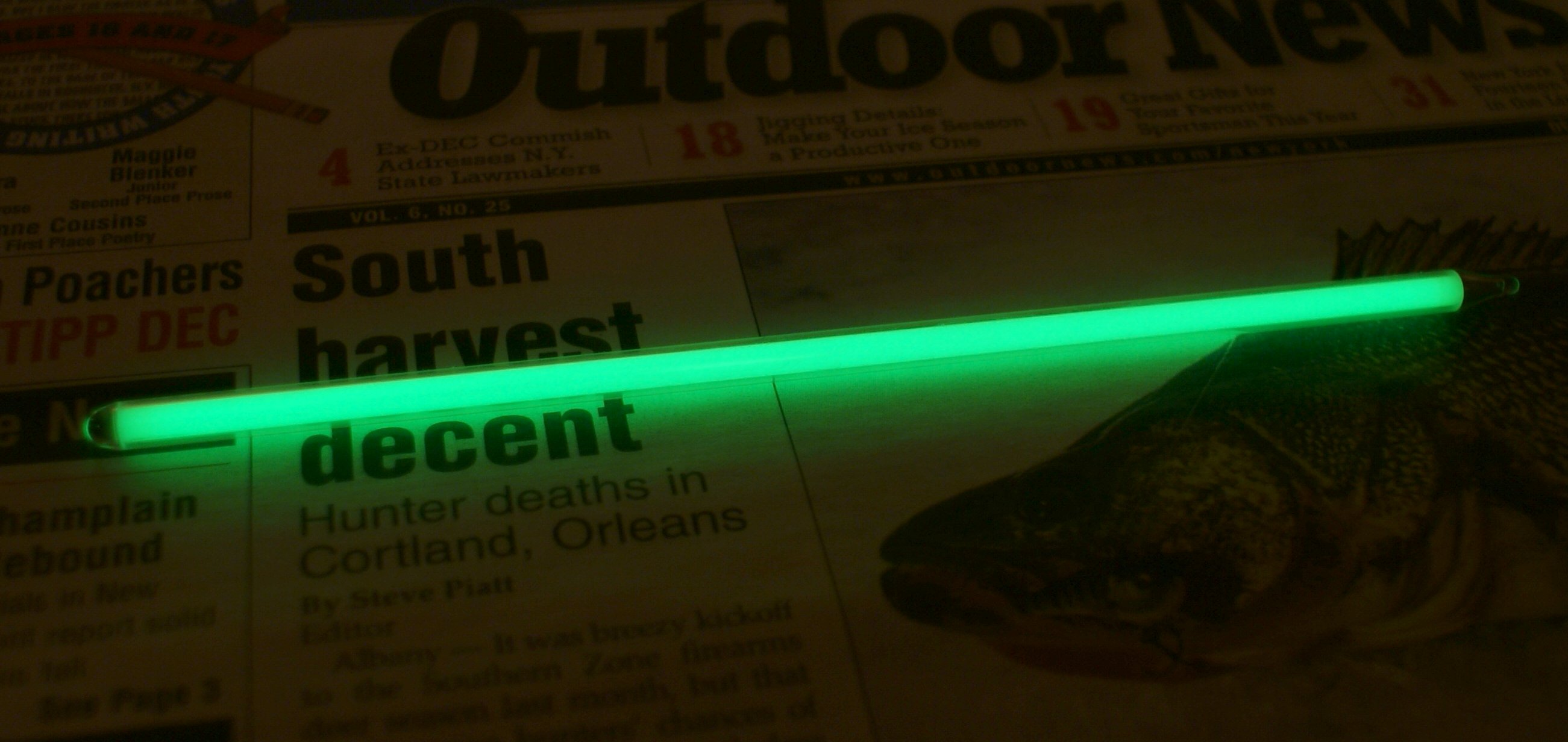
ویال تریتیوم رادیولومینسانس 1.8 کوری (67 GBq) 6 در 0.2 اینچ (152.4 میلی‌متر در 5.1 میلی‌متر) به عنوان منبع نور استفاده می‌شود. این ویال از یک لوله شیشه‌ای مهر و موم شده حاوی گاز تریتیوم رادیواکتیو تشکیل شده است که سطوح داخلی آن با یک فسفر پوشانده شده است.

رادیولومینسانس (به انگلیسی: Radioluminescence) پدیده‌ای است که نور در یک ماده تولید شده و توسط بمباران با اشعه یونیزان مانند ذرات آلفا، ذرات بتا، و اشعه گاما. رادیولومینسانس به‌عنوان منبع نور کم برای روشنایی شبانه وسایل یا تابلوها استفاده می‌شود. رنگ رادیولومینسانت پیش‌تر برای عقربه‌های ساعت و صفحه شماره‌گیری استفاده می‌شد و خواندن آن‌ها را در تاریکی امکان‌پذیر می‌کند. تابش تابشی رادیولوژیک نیز در برخی مواقع در پیرامون منابع پرتوی پرقدرت مانند رآکتورهای هسته‌ای و رادیوایزوتوپ‌ها دیده می‌شود.

## مکانیسم
تابش تابشی هنگامی رخ می‌دهد که ذره‌ای از تابش یونیزان با اتم یا مولکول برخورد می‌کند و الکترون مداری را به سطح انرژی بالاتر می‌رساند. این ذره معمولاً از فروپاشی رادیواکتیو یک اتم رادیوایزوتوپ، ایزوتوپ عنصری رادیواکتیو حاصل می‌شود. سپس الکترون با انتشار انرژی اضافی به‌عنوان یک فوتون نور، به سطح انرژی زمین خود برمی‌گردد. به ماده شیمیایی که در اثر برخورد با تشعشعات یونیزان نور از یک رنگ خاص آزاد می‌شود، فسفر گفته می‌شود. منابع نوری تابش نور معمولاً از ماده رادیواکتیو تشکیل شده‌است که با فسفر مخلوط شده یا در مجاورت آن است.

## برنامه‌ها
همچنین ببینید : رنگ درخشان
از آنجا که رادیواکتیویته در حوالی سده بیستم کشف شد، کاربرد اصلی تابش اشعه در نور رادیومینس است که در صفحه ساعت و قطب‌نما، اسلحه، چهره ابزار پرواز هواپیما و سایر ابزارها استفاده می‌شود، تا در تاریکی دیده شوند. رنگ رادیولومینسانس از مخلوطی از یک ماده شیمیایی حاوی رادیوایزوتوپ با یک ماده شیمیایی رادیوملان (فسفر) تشکیل شده‌است. پوسیدگی مداوم رادیواکتیو از اتم‌های ایزوتوپ، ذرات تشعشعی آزاد می‌کند که به مولکول‌های فسفر برخورد می‌کند و باعث می‌شود آنها نور بدهند. بمباران مداوم توسط ذرات رادیواکتیو باعث تجزیه شیمیایی بسیاری از انواع فسفر می‌شود، بنابراین رنگ‌های رادیو لومینسانس در طی عمر کاری برخی از درخشندگی‌های خود را از دست می‌دهند.
در ساخت باتری هسته‌ای نوری، نوعی ژنراتور رادیوایزوتوپ که در آن انرژی هسته ای به نور تبدیل می‌شود، می‌توان از مواد اشعه تابشی نیز استفاده کرد.

### رادیوم
مقاله اصلی:Radium dials
همچنین ببینید: دختران رادیومی
اولین استفاده از رادیولومینسانس در رنگ نورانی حاوی رادیم، یک رادیوایزوتوپ طبیعی بود. از سال ۱۹۰۸، از رنگ درخشان حاوی مخلوطی از رادیم و روی سولفید با دوپ مس برای رنگ‌آمیزی صفحات ساعت و صفحات ابزار استفاده شد و درخششی مایل به سبز داشت. فسفرهای حاوی سولفید روی با دوپ مس (ZnS: Cu) نور سبز-آبی ایجاد می‌کنند. مس و دوپ منگنز با سولفید روی (ZnS: Cu , Mn)، بازدهی نور زرد و نارنجی، نیز استفاده می‌شود. رنگ لومینسانس مبتنی بر رادیم به 
دلیل خطر تشعشعی که برای صفحات تولید کننده وجود دارد دیگر استفاده نمی‌شود. این فسفرها برای استفاده در لایه‌های ضخیم تر از ۲۵ میلی‌گرم در سانتی‌متر مربع مناسب نیستند، زیرا خود جذب نور باعث ایجاد مشکل می‌شود. علاوه بر این، روی سولفید دچار تخریب ساختار شبکه بلوری خود می‌شود، که منجر به از دست دادن تدریجی روشنایی سریع‌تر از تخلیه رادیم می‌شود.
ZnS : صفحات اسپینتاریسکوپ روک‌شدار نقره توسط ارنست رادرفورد در آزمایش‌های خود برای کشف هسته اتمی استفاده شد.
از رادیم تا دهه ۱۹۶۰ در رنگ‌های درخشان استفاده می‌شد، که به دلیل نگرانی‌های بهداشتی با رادیو ایزوتوپ‌های دیگر (نام‌برده در پایین) جایگزین شد. علاوه بر اشعه آلفا و بتا، رادیم پرتو گاما‌ی نافذی منتشر می‌کند که می‌تواند از طریق فلز و شیشه صفحه ساعت و پوست عبور کند. صفحه ساعت مچی رادیم معمولاً دارای رادیواکتیویته ۳ تا ۱۰ kBq است و اگر به طور مداوم پوشیده شود، می‌تواند دارنده آن را در معرض دوز سالانه ۲۴ میلی‌ثانیه قرار دهد. یکی دیگر از خطرات سلامتی، محصول پوسیدگی آن، رادون گاز رادیواکتیو است که حتی در غلظت‌های بسیار کم هنگام استنشاق، خطر قابل توجهی ایجاد می‌کند. نیمه‌عمر طولانی رادیوم (۱۶۰۰ سال) به این معنی است که، سطوحی که با رنگ رادیم پوشش داده شده‌اند، مانند صفحه‌های ساعت و عقربه‌ها، مدت‌ها پس از پایان عمر مفید آنها یک خطر برای سلامتی باقی می‌مانند. هنوز میلیون‌ها ساعت درخشان رادیم، ساعت و صفحه قطب‌نما و صفحه سازهای هواپیمایی متعلق به مردم وجود دارد.
"دختران رادیوم"، نمونه‌ای از مسمومیت با رنگ رادیم است. آنها کارگران کارخانه‌های ساعت‌سازی در اوایل دهه ۱۹۲۰ بودند که با استفاده از رادیم، صورتهای ساعت را با رنگ رادیم رنگ‌آمیزی می‌کردند و از طریق بلعیدن رادیم به سرطان کشنده مبتلا می‌شدند. این اتفاق باعث افزایش آگاهی عمومی در مورد خطرات مواد رادیولومینسانس، و به طور کلی رادیواکتیویته شد.

### پرومتیم
در نیمه دوم سده بیستم، رادیم به تدریج با رنگ حاوی پرومتیم -۱۴۷ (به انگلیسی: Promethium) جایگزین شد. پرومتیم یک انتشار دهنده بتا با انرژی کم است، که برخلاف گسیل‌کننده‌های آلفا مانند رادیم، شبکه فسفر را تخریب نمی‌کند، بنابراین درخشندگی مواد به این سرعت تخریب نمی‌شود. همچنین برخلاف رادیم، پرتوهای گامای نفوذی، ساطع نمی‌کند. نیمه عمر 147Pm تنها ۲٫۶۲ سال است، بنابراین در طی یک دهه رادیواکتیویته صفحه شماره‌گیری پرومتیم به ۱۶/۱ مقدار اصلی آن کاهش می‌یابد و دفع آن را ایمن‌تر می‌کند، در مقایسه با رادیوم با نیمه‌عمر ۱۶۰۰ ساله. با این حال، این نیمه‌عمر کوتاه به این معنی بود که درخشندگی صفحات پرومتیم نیز هر ۲٫۶۲ سال به نیم کاهش می‌یابد و عمر مفید کوتاه به آنها می‌دهد که منجر به جایگزینی آن با تریتیم می‌شود. از رنگ مبتنی بر پرومتیم برای روشن کردن نکات سوئیچ الکتریکی ماژول آپولو استفاده شده و روی تابلوهای کنترل وسیله نقلیه قمری با این نوع رنگ، رنگ‌آمیزی شده‌است.

### تریتیم
آخرین و واپسین نسل از مواد رادیولومینسانس بر اساس تریتیم، یک ایزوتوپ رادیواکتیو هیدروژن با نیمه عمر ۱۲٫۳۲ سال ساخته شده‌است که تابش بتا با انرژی بسیار کم را منتشر می‌کند. در صورت‌های ساعت مچی، مناظر اسلحه و علائم خروج اضطراری استفاده می‌شود. گاز تریتیم در یک لوله شیشه‌ای کوچک وجود دارد که در درون آن با فسفر پوشانده شده‌است. ذرات بتا ساطع شده از تریتیم با پوشش فسفر برخورد کرده و باعث فلورسنس آن می‌شوند و نور، معمولاً زرد-سبز از خود ساطع می‌کنند.
علت استفاده از تریتیم تاثیر اندک آن بر سلامتی انسان است. برخلاف منبع تابش پیشین (رادیم)، که اثبات می‌شود یک خطر رادیولوژیکی قابل توجه است. ذرات بتای ۵٫۷ کیلوولت بتا با انرژی کم که از تریتیم منتشر می‌شود نمی‌توانند از لوله شیشه‌ای محصور عبور کنند. حتی اگر بتوانند، قادر به نفوذ به پوست انسان نیستند. تریتیم فقط در صورت بلعیدن تهدیدی برای سلامتی است. از آنجا که تریتیم یک گاز است، در صورت شکستن لوله تریتیم، گاز در هوا پراکنده می‌شود و تا غلظت‌های امن رقیق می‌شود. نیمه عمر تریتیم ۱۲٫۳ سال است، بنابراین روشنایی منبع نور تریتیم در آن زمان به نصف مقدار اولیه خود کاهش می‌یابد.